# Vincent Peirani
Vincent Peirani (Nice, 24 april 1980) is een Franse accordeonist, klarinettist, zanger en componist.

## Biografie
Peirani begon op zijn elfde accordeon te spelen, een jaar later kwam daar de klarinet bij. Hij studeerde (klassiek) klarinet aan het conservatorium in Nice. Hij studeerde ook klarinet en solfège aan het CNSM Paris, eveneens klassiek. Tussen 1994 en 1998 kreeg hij meerdere onderscheidingen, waaronder de Prix d'Accordeon Classique van het CNSM Paris, in 1998. In hetzelfde jaar ging hij zich bezighouden met jazz. In 2000 kreeg hij daarvoor een prijs aan het conservatorium in Parijs.
Peirani werkte met onder meer Michel Portal, Daniel Humair (Sweet and Sour, 2011), Renaud Garcia-Fons, Louis Sclavis (Dans la nuit), François Jeanneau, Youn Sun Nah, Denis Colin en Anne Paceo. In de jaren 2003-2012 deed hij in de jazz mee aan zeven opnamesessies. In 2010 kwam hij met zijn debuutalbum als leider, Gunung Sebatu. Daarnaast maakte hij met de cellist François Salque de plaat Tanguillo. Hij werkt ook met een grote groep, Living Being. In 2015 kreeg hij twee ECHO Jazz-prijzen, een voor zijn duoplaat met Émile Parisien) en een als instrumentalist.

## Discografie
Als leider of mede-leider
- 2014 - Belle Époque met Emile Parisien, ACT
- 2013 - Thrill Box met Michael Wollny (p) en Michel Benita (b), ACT
- 2013 - Tanguillo met François Salque en Tomas Gubitsch, Zig-Zag Territoires
- 2011 - Est met François Salque (cello),[4] Zig Zag Territoires
- 2009 - Gunung Sebatu met Vincent Lê Quang (saxofoon), Zig-Zag Territoires
- 2008 - Mélosolex, Label Ouïe / Anticraft distributie

Samenwerkingen
- 2013 - Stromae, Racine Carrée, Mercury Records
- 2013 - Journal Intime, Extension des Feux, Neuklang Records
- 2013 - Richard Bona, Bonafied, Universal Jazz
- 2013 - Youn Sun Nah, Lento, ACT Music
- 2013 - Thiefs, Melanine Harmonic Recordings
- 2013 - Gael Faye, Pili Pili Sur Un Croissant Au Beurre, Universal Music
- 2013 - Serena Fisseau, D'Une Île à l'Autre, Naïve
- 2012 - Daniel Humair, Sweet & Sour, Laborie
- 2012 - Ulf Wakenius, Vagabond, ACT Music
- 2011 - Bénabar, Les Bénéfices du doute
- 2010 - Roberto Alagna, Live à Nîmes (DVD), Universal Music
- 2010 - Les Yeux Noirs, Tiganeasca, Zig-Zag Territoires
- 2010 - Livre disque pour enfants Mon imagier des amusettes, Tomes 1 en 2, Gallimard
- 2009 - David Sire, David Sire, Sélénote
- 2009 - Laurent Korcia, Cinéma,  EMI
- 2009 - Mike Ibrahim, La Route du Nord, Universal / Polydor
- 2008 - Sanseverino, Sanseverino aux Bouffes du Nord, Sony / BMG
- 2007 - Hadrien Féraud, Hadrien Féraud, Dreyfus Records
- 2007 - Les Yeux Noirs, Oprescena, ZZT
- 2007 - Olivier Calmel, Empreintes, Musica Guild
- 2007 - Yves Simon, Rumeurs, Universal / Barclay
- 2006 - Muriel Bloch and Éric Slabiak, Orphée Dilo and autres contes des Balkans, Naïve
- 2006 - Muriel Bloch and Éric Slabiak, Carte postale des Balkans, Naïve
- 2006 - Jean-Philippe Muvien, Air Libre, Allgorythm
- 2005 - Marie-Amélie Seigner, Merci pour les fleurs, Symbolic
- 2005 - Le Cirque Des Mirages, Fumée d'Opium, Universal Music
- 2004 - Sophie Forte, Sophie Forte, Niark Productions
- 2003 - Lansiné Kouyaté and David Neerman, Kangaba, Popcornlab
- 2003 - Youn Sun Nah, Down By Love HUB Music/Warner EMI Korea
- 2003 - The European Union Jazz Youth Orchestra, European Jazz Orchestra 2003, Music Mecca
- 2002: Les Yeux Noirs, Live (EMI/Odéon)

## Prijzen en onderscheidingen (selectie)
- Prix Django Reinhardt (2013)
- Chevalier of the Order of Arts and Letters (2016)[5]